# Milka Tica
Milka Tica (Podledinac, Ledinac, Bosna i Hercegovina, 15. ožujka 1954.) je hrvatska i bosanskohercegovačka spisateljica za djecu. Gimnaziju je završila u Grudama, studij na Filozofskom fakultetu u Zagrebu. Doktorirala na Filozofskom fakultetu u Zagrebu.

## Djela
- Sunčeva djeca: legende o Hrvatima (priče za djecu, 1994.),
- Čisto lice kamenjara (priče za djecu, 1998.)
- Isusu za rođendan (2002.)[2]
- Sij baba brašno (2002.)
- Nogometna bajka (2005.)
- Zašto si sretna djevojčice Timila (2009.)
- Stećci od Zgošće do Ledinca (2011.)
- Svjetlice pola suncu pola mjesec (2017.)
- Izložba u knjižnici : priručnik za predstavljanje baštine (2018.)

## Vanjske poveznice
- Notica o nagradi za Serra priču[neaktivna poveznica]